# مها ناجي صلاح
مها ناجي صلاح (1978 - 25 نوفمبر 2024) هي كاتبة وناشطة اجتماعية يمنية.

## سيرتها
ولدت مها ناجي صلاح في صنعاء عام 1978 ودرست في جامعة صنعاء  كلية التجارة شعبة المحاسبة حيث شاركت في الصحافة الطلابية في تلك الفترة. بدأت كتابة ونشر القصص القصيرة منذ العام 1996. حصلت على المركز الأول في كتابة القصة القصيرة ضمن مسابقة جامعة صنعاء للعام 1998، أسست منظمة غير حكومية تدعى مؤسسة إبحار للطفولة والإبداع مع مجموعة من الأصدقاء الكتاب والشعراء في العام 2004، حصلت على الماجستير في التسويق من الأكاديمية العربية للعلوم المالية والمصرفية في العام 2016.
كونت خبرة في إدارة العمل الثقافي بدأت منذ العام 2004 أثناء الدراسة الجامعية، حيث قمت بالتعاون مع بعض الزملاء بتأسيس مؤسسة إبحار للطفولة والإبداع، وهي مؤسسة ثقافية طوعية غير ربحية تسعى لخلق تغيير مجتمعي عبر الفنون بما يعزز ثقافة حقوق الأنسان ويعلي من شأن قيم الحب والجمال. خلال الفترة 2004-2016 أشرفت خلالها على تقديم عدد كبير من الفعاليات والأعمال الثقافية التي تراوحت بين فعاليات سردية وفنية ومسرحية وحكائية، وتولت إدارة عدد من الأعمال المختلفة كسلسلة "مبدعون جدد " وهي سلسلة قدمت تجربة ملهمة لإصدارات أدبية أبدعها الأطفال أنفسهم، ومجلة قزح التي حملت شعار حقوقي مهم "لونك حلو والألوان الأخرى أيضاً" حيث كنت في رئاسة تحريرها لعددين متتالين.
كانت عضوًا في اتحاد الأدباء والكتاب اليمنيين منذ 2004، وأسست مؤسسة إبحار للطفولة والإبداع 2004-2016، وعضو رابطة خريجي برنامج الزائر الدولي 2011، وعضو مجلس أمناء مؤسسة "efe yemen"  للتدرب بهدف التوظيف من الفترة 2014-2019.
كما شاركت في عددٍ من النشاطات الثقافية، ومنها:  الإقامات الثقافية في الجزائر عاصمة للثقافة العربية 2007، معرض صفاقس الدولي لكتاب الطفل تونس الدورة 14 للعام 2007، معرض صفاقس الدولي لكتاب الطفل تونس الدورة 15 للعام 2008، مهرجان الشارقة القرائي الثاني الإمارات العربية المتحدة في 2008، مهرجان نادي الحكاية في صفاقس عام 2012، ورشة الاستراتيجية الثقافية في المورد الثقافي ببيروت  عام 2014.
حصلت على جائزة سيلسد (المركز الدولي للطفولة- الأردن) 2015 لأفضل عشرة نصوص للأطفال في سن الروضة 4-6 عن نص "خطوط شذى"، وجائزة الابتكار من الدرجة الأولى عن منتج "قرض العيد" كاك بنك –اليمن 2014.

## مؤلفاتها
صدر لها عدد من الكتب السردية وقصص الأطفال، ومنها:
- «منار وأمنية في معرض الكتاب»، نص مشترك صادر عن جمعية معرض صفاقس الدولية لكتاب الطفل تونس 2008
- «كانت تأخذني التفاصيل»، مجموعة قصصية صادرة عن دار أزمنة في الأردن 2010
- «كيف أنام دون حكاية؟»، نص للأطفال صادر عند دار الحدائق بيروت 2014
- «الشجرة تثمر بسكويتاً»، مسرحية للأطفال صادرة عن مؤسسة إبحار للطفولة والإبداع صنعاء 2015
- «خطوط شذى»، نص للأطفال صادر عن دار البنان في بيروت 2022
- «الزهرة تعبر جدارها الأخير»، مجموعة قصصية صادرة عن دار طوقان للنشر والحلول الرقمية 2023